# أول اولسن (لاعب رماية)
أول اولسن (بالدنماركية: Ole Olsen)‏ هو لاعب رماية دنماركي، ولد في 7 يونيو 1869، وتوفي في 7 سبتمبر 1944 في كوبنهاغن في الدنمارك.

## وصلات خارجية
- أول اولسن على موقع أوليمبيديا (الإنجليزية)